# Синська Євгенія Миколаївна
Євгенія Миколаївна Синська (12 (24) листопада 1889, Великі Луки, Псковська губернія — 3 березня 1965, Ленінград) — радянський ботанік-систематик, генетик, селекціонерка, еколог, фахівець з культурних рослин, видоутворення і структури популяцій рослин, фізіологиня, ботаніко-географиня, рослинниця, доктор біологічних і сільськогосподарських наук (1935 р.), професор (1946 р.). Активна однодумиця і співробітниця академіка М. І. Вавилова, допомагала йому в реалізації його науково-організаційних програм.

## Життєпис
Євгенія Миколаївна Синська народилася у Великих Луках в сім'ї вчителя.
У Великих Луках закінчила сім класів гімназії, а в Москві — додатковий, восьмий клас жіночої гімназії.
У молодої дівчини було велике бажання вчитися в університеті та здобути вищу професійну освіту. Але жінкам у той час доводилося боротися за отримання вищої освіти нарівні з чоловіками і з неймовірними труднощами прокладати собі шлях через законодавчі заборони та обмеження. В регулярні вищі навчальні заклади жінок ще не приймали. За університетським Статутом 1863 року доступ жінок в університети не був дозволений, і це змушувало декого з них виїжджати на навчання за кордон.
Оскільки жіночі гімназії не видавали атестатів зрілості, Євгенія Миколаївна після самостійної підготовки екстерном склала іспити в Смоленській чоловічій гімназії і отримала атестат зрілості, що дозволило їй, у порядку винятку, зарахуватися вільною слухачкою до Московського сільськогосподарського інституту (МСГІ) на Відділення рослинництва. Навчання в інституті тривало з перервами протягом 9 років, від 1909 до 1917. Протягом цього періоду вона працювала в різних установах — препараторкою на Безенчуцькій (1910) і Новозибківській (1915—1916) дослідних станціях, на дослідному полі МСГІ, у відділі земельних поліпшень Туркестану (1917). Брала участь у ботанічних експедиціях до Середньої Азії, Полісся та інших районів країни.
Восени 1917 року закінчила інститут, здавши державні іспити екстерном. Дипломну роботу про заплавні луки Саратовської губернії виконала під керівництвом О. Г. Дояренка. 1918 року отримала диплом вченого агронома 1-го розряду.
З березня 1919 року працювала фахівчинею з лугівництва земельного відділу Саратівського губернського управління і одночасно (від 1920 року) лаборанткою на кафедрі приватного землеробства і селекції агрономічного факультету Саратовського університету і в Саратівському відділенні Бюро з прикладної ботаніки і селекції Сільськогосподарського вченого комітету Наркомзему РРФСР.
В 1921 році на запрошення М. І. Вавилова перейшла на роботу у Відділ прикладної ботаніки і селекції Сільськогосподарського вченого комітету Наркомзему РРФСР, на базі якого було організовано Всесоюзний інститут прикладної ботаніки і нових культур, потім перетворений на Всесоюзний інститут рослинництва (ВІР).
М. І. Вавілов високо цінував її всебічну ерудицію, глибину наукових знань і організаторські здібності. Активно брала участь в організації ВІР, його філій та дослідних станцій. У ВІРі Є. М. Синська була організаторкою і керівницею відділів хрестоцвітих (1921), олійних, прядивних культур, коренеплодів (1925), лабораторії екології культурних рослин (1931), кормових культур (1934), багато років була консультанткою лабораторії, а потім відділу овочевих культур. Від 1936 до 1940 року здійснювала наукове керівництво Майкопською дослідною станцією ВІР.
Діяльність Є. М. Синської була пов'язана зі створенням і вивченням світової колекції ВІР. Вона брала участь в експедиціях з обстеження ресурсів оброблюваних рослин Алтаю (1924), Японії (1928—1929), а від 1929 до 1964 року майже щорічно Євгенія Миколаївна проводила експедиції по Кавказу, Далекого Сходу, Надволжжю, Поліссю, Північно-Захід РРФСР та інших районах європейської частини СРСР.
Після арешту М. І. Вавілова Є. М. Синська пішла з ВІР. Читала лекції в Ленінградському сільськогосподарському інституті (ЛСГІ), як професор кафедри ботаніки, а від жовтня 1941 року завідувала кафедрою селекції і насінництва ЛСГІ. Після евакуації інституту в Барнаул 1942 року Євгенія Миколаївна переїхала з блокадного Ленінграда в Краснодар і зайняла там посаду завідувачки лабораторії нових олійних культур у Всесоюзному науково-дослідному інституті олійних культур (ВНДІОК). 1942 року разом з ВНДІОК була евакуйована на Закатальську дослідну станцію (Азербайджан). 1943 року, після звільнення окупованих територій, повернулася до Краснодара.
Незабаром після закінчення війни, в серпні 1945 року Євгенія Миколаївна знову була запрошена на роботу до ВІР. Від 1945 року за сумісництвом завідувала Гербарієм ВІР, від 1948 року переведена на основну роботу на цій самій посаді; від 1957 року — завідувачка відділу кормових культур, а протягом 1963—1965 років — керівниця відділу систематики та гербарію культурних рослин. Основні роботи: з проблем еволюції (головним чином, бобових) і видоутворення, внутрішньовидової мінливості, структури і динаміки популяцій.
Займала посади завідувачки секцій прядивних і олійних рослин та коренеплодів відділу польових культур та завідувачки гербарію у Всесоюзному інституті прикладної ботаніки.
У повоєнні роки очолювала Комісію з ботанічної номенклатури та видання багатотомної праці «Культурна флора СРСР», редагувала наукові видання «Праці з прикладної ботаніки, генетики і селекції» ВІР, праці ВНДІОК, «Праці аспірантів і молодих наукових співробітників ВІР» (1956—1965).
Член Всесоюзного ботанічного товариства з 1925 року.
Померла 3 березня 1965 року в Ленінграді. Похована на Північному кладовищі Санкт-Петербурга.

## Наукова діяльність
Розробка питань систематики, філогенії, екології, географії, фізіології, генетики культурних рослин і їхніх диких родичів — такий неповний спектр наукових інтересів Євгенії Миколаївни. Основні напрями її наукової діяльності: вивчення закономірностей мінливості рослин, еволюційного процесу і видоутворення, систематики культурних рослин і їхніх диких родичів.

## Основні наукові праці
- О полевых культурах Алтая (Краткий очёт о поездке летом 1924 г.) // Тр. по прикл. ботан. и селекции. — 1924—1925. — Т. 14, вип. 1. — С. 359—376..
- Краткий очерк сельскохозяйственного растениеводства в Японии (по данным поездки в Японию в 1928 г.) // Тр. по прикл. ботан. и селекции. — 1930. — Т. 22, вип. 5. — С. 217—283..
- О задачах прикладной фитоэкологии // Тр. по прикл. ботан. и селекции. — 1932. — Вип. Сер. 9, Ч. 1. — С. 255—275..
- Экологическая система кормовых растений // Тр. по прикл. ботан. и селекции. — 1933. Прилож. 62. — С. 43..
- Селекция кормовых трав // Теоретические основы селекции растений. — М.; Л., 1935. — Т. 2. — С. 587—658..
- Люцерна в настоящем и будущем // Селекция и семеноводство. — 1937. — Вип. № 5. — С. 54—58.
- К вопросу о растительной конституции и выражающих её признаках // Журн. общ. биологии. — 1946. — Т. 7, вип. № 2. — С. 147—160..
- Классификация льна как исходного материала для селекции и его эволюции // Сб. работ по биологии развития и физиологии льна. — М., 1954. — С. 45—102..
- Происхождение пшеницы // Проблемы ботаники. — М.; Л., 1955. — Т. 2. — С. 5—73..
- Важнейшие дикорастущие кормовые растения Северного Кавказа // Тр. по прикл. ботан., генетике и селекции. — 1960. — Т. 33, вип. 3. — С. 149—204..
- Об общих закономерностях эколого-географической изменчивости состава популяций дикорастущих и культурных растений // Тр. по прикл. ботан., генет. и  селекции. — 1964. — Т. 36, вип. 2. — С. 3—13..
- Историческая география культурной флоры (На заре земледелия). — Л. : Колос. Ленингр. отд-ие, 1969. — С. 480..
- Актуальные вопросы генетики популяций (тезисы к докладу на Всесоюзной конференции по овощным культурам. Ленинград, 17 января, 1961 г.) // Бюл. ВИР. — 1991. — Вип. 216. — С. 9—10..
- Проблемы популяционной ботаники // Сб. трудов. — Екатеринбург : УрО РАН, 2002. — Т. 1. — С. 196..
- Проблемы популяционной ботаники // Сб. трудов. — Екатеринбург : УрО РАН, 2003. — Т. 2. — С. 403..
- Просто человек // Наука и жизнь. — 2003. — Вип. № 6. — С. 111—116..
- Жизнь Веры. Экспедиция на Южный Алтай // Ботанические исследования Сибири и Казахстана. — Барнаул, 2004. — Вип. 10. — С. 126—136..
- Жизнь Веры. Экспедиция в Японию // Ботанические  исследования  Сибири и Казахстана. — Барнаул. — Т. 2005, вип. 11. — С. 129—157..
- Синская Е. Н., Борковская В. А. К познанию популяций дикорастущей кавказской ржи // Тр. по прикл. ботан., генет. и селекции. — 1964. — Т. 36, вип. 2. — С. 140—179..
- Синская Е. Н., Воробьева Ф. М. Анализ популяций озимых пшениц в процессе переделки их в сорте с яровым образом жизни // Проблема популяций у высших растений. — Л., 1961. — Вип. 1. — С. 106—140..
- Синская Е. Н., Щенкова М. С. Распределение диких плодовых и ягодных растений по основным вертикальным полосам Кавказа // Тр. по прикл. ботан., генет. и селекции. — 1934.. — Вип. Сер. 8. № 2. — С. 3—33.

## Нагороди
- Орден Леніна (1957)